# Warrior (singolo BAP)
 Warrior (coreano: 워리어) è un singolo del gruppo musicale sudcoreano BAP, il primo estratto dall'EP omonimo; venne pubblicato il 26 gennaio 2012.

## Antefatti e pubblicazione
(Kim Him Chan)

L'8 gennaio 2012 il gruppo andò in onda su un documentario di finzione trasmesso da SBS MTV ed intitolato Ta-Dah, It's B.A.P. Il documentario si basa sulla storia di sei alieni (rappresentati dai BAP) che decidono di diventare cantanti per dominare la terra. Il 18 gennaio la TS Entertainment comunicò che il brano scelto per portare al debutto i BAP si sarebbe intitolato Warrior. Il giorno successivo la TS Entertainment pubblicò un teaser del video musicale del brano. La decisione presa dalla casa discografica era quello di far debuttare il gruppo con una direzione musicale diversa da quelle che altre boy band prendono, con l'idea di affrontare le "questioni pesanti della nostra società". Un rappresentante della TS Entertainment ha detto: 

## La canzone
Warrior è un brano uptempo hip hop. Kaylin Ro di Arirang Pop in Seoul ha descritto Warrior come "una canzone in un nuovo genere che fonde gli elementi di krump e rock con uno intenso ritmo hip hop." Ro ha aggiunto che "contiene un messaggio forte, parlando a nome di coloro che devono affrontare numerose sfide nella loro vita quotidiana, e la spettacolare performance sul palco è decisamente accattivante.
Il brano è servito come singolo di debutto dei BAP, la prima dal loro omonimo album di debutto. Warrior è stata scritta e composta da Kang Ji Won e Kim Ki Bum, gli stessi compositori della canzone di Going Crazy di Jieun e Bang & Zelo Never Give Up. Il frontman Bang Yong-guk ha partecipato anche nella produzione del brano scrivendo Warrior. Il testo della canzone descrive l'ingiustizia della società attuale e come il desiderio del protagonista di farla finita. La coreografia di "Warrior" è stato creato da Park Sang Hyun che ha anche coreografato Magic, Shy Boy e Starlight Moonlight del gruppo Secret.

## Concetto di immagine
I membri hanno tinto il loro capelli di biondo platino. Hanno partecipato personalmente nelle loro formazioni di scena, il loro concetto, così come scrivere e comporre le loro canzoni sull'album, al fine di esprimere i loro colori unici.
Attraverso Osen, il membro Yoo Youngjae ha commentato: 

## Critiche
Tina Xu di MTV Corea ha commentato: Warrior è dotato di un grintoso concetto industriale che riflette chiaramente il carattere duro del gruppo. La canzone è ulteriormente rafforzata da alcuni breakdance impressionanti e si muove a passo di danza, facendo i BAP tutto il gruppo versatile". Nancy Lee di Enews Mondiale ha commentato: "Sembra che i BAP hanno deciso di differenziarsi tra le pretty-boy gruppi idoli maschili attualmente che dominano il K-Pop, immagine cattivo ragazzo, fracassando i vetri delle auto, sollevando polvere e, sai, facendo come fanno i ragazzi". iTunes ha scritto "La title track suona come qualcosa uscito da Step Up 3D, con i tamburi giganteschi muri di sintetizzatori, e un fischietto punteggiare l'intero brano".
Yun Seong yeol di Star News Corea ha scritto: "Il titolo della canzone" Warrior "contiene testi che criticano l'attuale sistema sociale, che potrebbe essere sconosciuto a molte persone che vengono utilizzati per gruppi ragazzo amichevoli di oggi. Escludendo tutti i suoni elettronici, che vengono spesso utilizzati in molte canzoni K-pop , mettono in evidenza hip-hop ". Seo Mi-Yeon della TV Relazione Corea ha scritto, Warrior è un veloce, battito forte e le sue prestazioni fantastico palcoscenico lascia un'impressione. Questa canzone crediti coloro che vivono nelle tenebre di suicidio, violenza a scuola e altri confrontandole con i guerrieri.

## Esibizioni dal vivo
I BAP hanno eseguito "Warrior" su Music Bank il 27 gennaio 2012, seguita da una fase di debutto su Music Core, su MTV's The Show e Inkigayo. Il 28 gennaio 2012, BAP eseguito la canzone sul loro showcase debutto su Seoul, Corea del Sud sono stati 3.000 i fan assistito allo spettacolo. Il 23 febbraio 2012, TS Entertainment ha annunciato che BAP si concluderà la promozione di "Warrior" e promuovere "Secret Love" nella settimana successiva. Ogni membro è stato fornire a un finale diverso per ogni performance dal vivo. È iniziato con il più giovane Zelo, che mostravano una scena di ottenere girato dal resto dei membri. Poi è stato Himchan che è collassato nelle mani del leader Bang Yong-guk. Durante la quarta settimana i BAP mentre eseguivano "Warrior", il lead vocalist Dae Hyun ha concluso la prestazione, mentre durante l'esecuzione dal vivo più recente, il leader Bang Yong si Guk ha consegnato un finale elettrizzante.
Il 29 gennaio i B.A.P si esibirono per conto del programma musicale SBS. Durante l'esecuzione di Warrior era prevista una mossa che consisteva nel calpestare i piedi all'unisono; tuttavia il palco non era molto resistente e crollò di colpo sotto i piedi di Bang Yong-guk, che, seppur scosso, ha potuto continuare la sua performance, guadagnandosi un applauso da parte del pubblico.

## Video musicale
Le riprese per il video musicale si è svolta in quattro giorni in gruppi situati in Namyangju e Ilsan, e il video scatenato dei soci appello e le prestazioni su larga scala set. Direttore Hong Ki Won, che ha lavorato sul video per Generation Girls 'è The Boys, Seo Taiji Moai e Shock B2ST, per la regia del pezzo.
Il videoclip è stato diretto da Hong Won Ki, che ha anche diretto i video musicali Love Is Move delle Secret, The Boys del gruppo Girls' Generation e Shock dei B2ST. Warrior è stato lodato da vari media e netizen per il suo immaginario potente e feroce nel suo video di musica e spettacoli dal vivo.

## Tracce
Digitale
1. Warrior – 3:27

## Formazione
- Bang Yong-guk - voce, compositore
- Choi Jun Hong (Zelo) - voce
- Jung Dae Hyun - voce
- Yoo Young Jae - voce
- Kim Him Chan - voce
- Moon Jong Up - voce

Altri musicisti
- Kang Jiwon - co-produttore, compositore, arrangiatore, musica
- Kim Kibum - co-produttore, compositore, arrangiatore, musica

## Posizioni in classifica
Il 28 gennaio 2012, "Warrior" ha debuttato al numero 54 sul grafico Gaon . La settimana successiva, la canzone saltò dieci posti e un picco al numero 44.  Nella Tabella Gaon Streaming, "Warrior" ha debuttato al numero 83 e un picco al numero 51. Nella tabella Gaon Digitale la canzone ha debuttato al numero 85 e un picco al numero 46. Nella tabella Corea la canzone ha debuttato al numero diciannove e ha raggiunto la posizione numero tredici durante la settimana del 20 febbraio 2012.
| Classifica     | Posizione massima |
| -------------- | ----------------- |
| Corea del Sud) | 44                |